# Karel II van Savoye
Karel II Johan Amadeus van Savoye (Turijn, 23 juni 1488 - Moncalieri, 16 april 1496) was van 1490 tot aan zijn dood hertog van Savoye. Hij behoorde tot het huis Savoye.

## Levensloop
Karel was de zoon van hertog Karel I van Savoye en diens echtgenote Bianca, dochter van markgraaf Willem VIII van Monferrato.
In 1490 volgde de amper 21 maanden oude Karel II zijn vader op als hertog van Savoye. Omdat hij nog minderjarig was, werd hij onder het regentschap van zijn moeder geplaatst. Dit regentschap viel samen met een bijzonder onrustige periode in Italië; in 1494 stak koning Karel VIII van Frankrijk de Alpen over om zijn aanspraken op het hertogdom Milaan te laten gelden. Omdat Milaan zich dicht bij Savoye bevond, verlegde Bianca de residentie van de hertogen van Savoye naar Turijn.
In 1496 stierf Karel II op zevenjarige leeftijd toen hij uit bed was gevallen. Hij werd als hertog van Savoye opgevolgd door zijn grootoom Filips II.

## Voorouders
| Voorouders van Karel II van Savoye (1489-1496) | Voorouders van Karel II van Savoye (1489-1496)                     | Voorouders van Karel II van Savoye (1489-1496)                     | Voorouders van Karel II van Savoye (1489-1496)                         | Voorouders van Karel II van Savoye (1489-1496)                         | Voorouders van Karel II van Savoye (1489-1496)                              | Voorouders van Karel II van Savoye (1489-1496)                              | Voorouders van Karel II van Savoye (1489-1496)                           | Voorouders van Karel II van Savoye (1489-1496)                           |
| ---------------------------------------------- | ------------------------------------------------------------------ | ------------------------------------------------------------------ | ---------------------------------------------------------------------- | ---------------------------------------------------------------------- | --------------------------------------------------------------------------- | --------------------------------------------------------------------------- | ------------------------------------------------------------------------ | ------------------------------------------------------------------------ |
| Overgrootouders                                | Lodewijk van Savoye (1413-1465) ∞ Anna van Lusignan (1418-1462)    | Lodewijk van Savoye (1413-1465) ∞ Anna van Lusignan (1418-1462)    | Karel VII van Frankrijk (1403-1461) ∞ 1422 Maria van Anjou (1404-1463) | Karel VII van Frankrijk (1403-1461) ∞ 1422 Maria van Anjou (1404-1463) | Johan Jacobus van Monferrato (1395-1445) ∞ Johanna van Savoye (1395 – 1460) | Johan Jacobus van Monferrato (1395-1445) ∞ Johanna van Savoye (1395 – 1460) | Francesco Sforza (1401-1466) ∞ Bianca Maria Visconti (-)                 | Francesco Sforza (1401-1466) ∞ Bianca Maria Visconti (-)                 |
| Grootouders                                    | Amadeus IX van Savoye (1435-1472) ∞ Yolande van Valois (1418-1462) | Amadeus IX van Savoye (1435-1472) ∞ Yolande van Valois (1418-1462) | Amadeus IX van Savoye (1435-1472) ∞ Yolande van Valois (1418-1462)     | Amadeus IX van Savoye (1435-1472) ∞ Yolande van Valois (1418-1462)     | Willem VIII van Monferrato (1420-1483) ∞ Elisabetta Sforza (1451 – 1473)    | Willem VIII van Monferrato (1420-1483) ∞ Elisabetta Sforza (1451 – 1473)    | Willem VIII van Monferrato (1420-1483) ∞ Elisabetta Sforza (1451 – 1473) | Willem VIII van Monferrato (1420-1483) ∞ Elisabetta Sforza (1451 – 1473) |
| Ouders                                         | Karel I van Savoye (1468-1490) ∞ Bianca van Monferrato (1472-1519) | Karel I van Savoye (1468-1490) ∞ Bianca van Monferrato (1472-1519) | Karel I van Savoye (1468-1490) ∞ Bianca van Monferrato (1472-1519)     | Karel I van Savoye (1468-1490) ∞ Bianca van Monferrato (1472-1519)     | Karel I van Savoye (1468-1490) ∞ Bianca van Monferrato (1472-1519)          | Karel I van Savoye (1468-1490) ∞ Bianca van Monferrato (1472-1519)          | Karel I van Savoye (1468-1490) ∞ Bianca van Monferrato (1472-1519)       | Karel I van Savoye (1468-1490) ∞ Bianca van Monferrato (1472-1519)       |